# Храм Усекновения Главы Иоанна Предтечи (Харьков)
Храм Усекнове́ния Главы́ Иоа́нна Предте́чи — православный храм в Харькове, памятник архитектуры в русско-византийском стиле.

## История храма

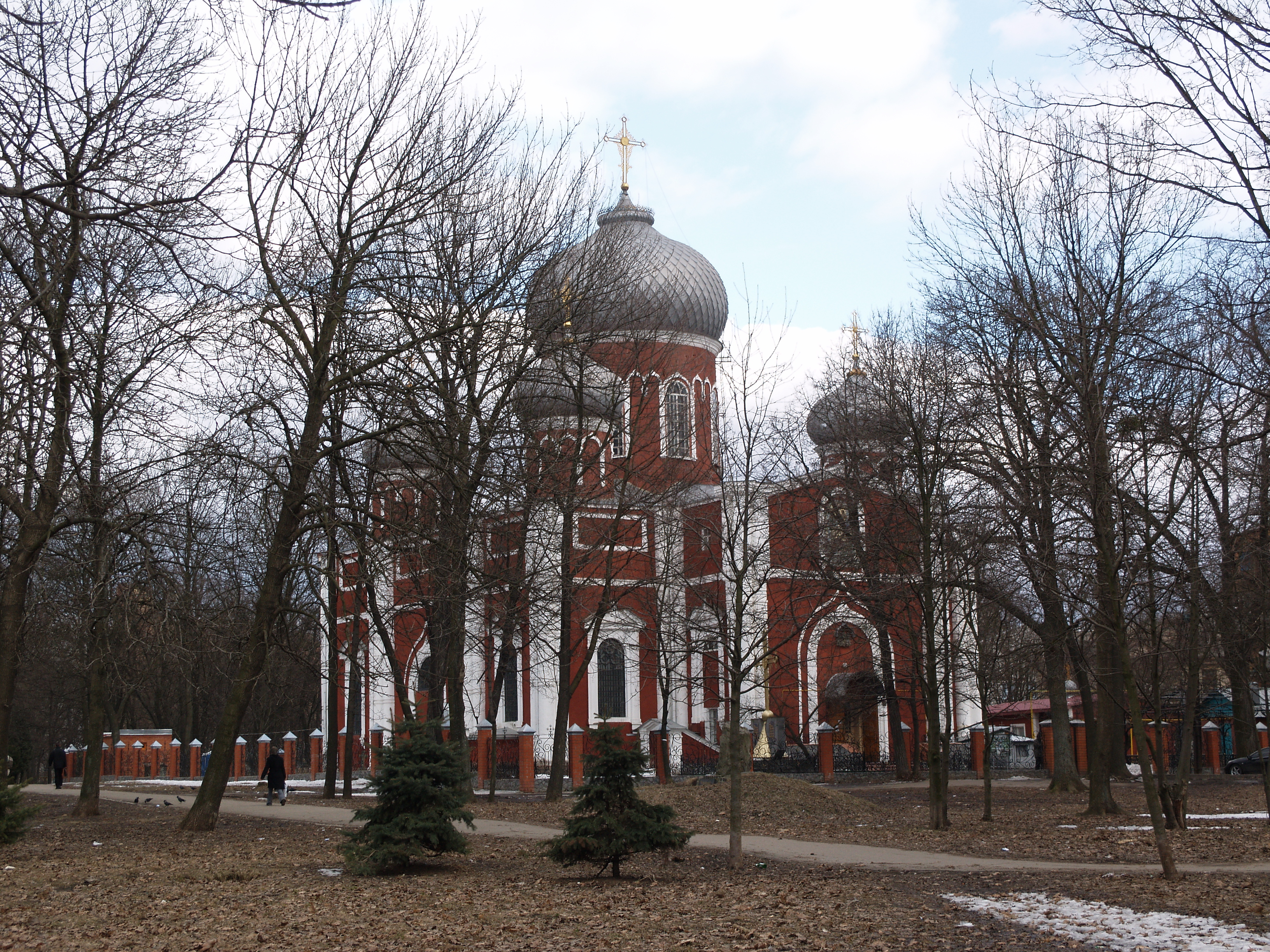
Храм до 2007 года

Храм строился изначально как кладбищенский на Первом городском православном кладбище Харькова, которое, кроме нескольких захоронений известных людей, было снесено в 1975—1977 годах (на его месте разбит Молодёжный парк (Харьков).
В 1853 году (?) во время постройки обвалился достраиваемый купол храма. Восстановление закончилось в 1857-м.
Освящён 11 сентября в честь Усекновения Честной главы Иоанна Крестителя и действовал как приходской.
В годы советской власти храм был выкрашен в тёмно-серый цвет, как и многие окрестные дома. С 1989 до 2007 года храм был бело-кирпично-тёмно-красным. Перекрашен в бело-небесно-голубой цвет в 2007—2008 годах.

## Композиция храма
Храм построен в традициях старинной русской архитектуры в русско-византийском стиле.
Форма храма крестово-купольная. Центральный алтарь храма огражден витражным иконостасом германской работы 1905 года.
С 1977 года на месте старого кладбища расположен Молодёжный парк.

## Иконостас
Уникальной особенностью храма является единственный в Харькове витражный иконостас, который изначально был установлен в домовой церкви владельца газеты «Южный Край» А. Юзефовича на Сумской, 13. Иконостас был выполнен в 1905 году в Мюнхене в витражной мастерской Ф. Цеттлера.
После установления в городе советской власти иконостас был передан в музей атеизма, который находился в тогда закрытом для служб кафедральном Благовещенском соборе.
Иконостас был передан в Иоанно-Усекновенский храм в 1943 году, после возобновления в нём богослужений.

## Сведения
Храм расположен по адресу: г. Харьков, улица Алчевских, 50-а, в середине ликвидированного в 1977-78 б. Иоанно-Усекновенского (Первого городского) кладбища, ныне Молодёжного парка.
Принадлежит общине УПЦ Московского Патриархата.
Настоятелем храма более 40 лет лет являлся духовник Харьковской епархии протоиерей Ярослав Бовтюк, преставившийся 10 апреля 2021 года в возрасте 87 лет.

## Примечательные места на территории храма
- На территории храма располагается памятник в честь 1000-летия крещения Киевской Руси[3] с изображениями креста, княгини Ольги и Великого князя Владимира.
- В ограде Иоанно-Усекновенского храма похоронен православный богослов и писатель XIX века, профессор Харьковского университета протоиерей Тимофей Буткевич.

## См. также

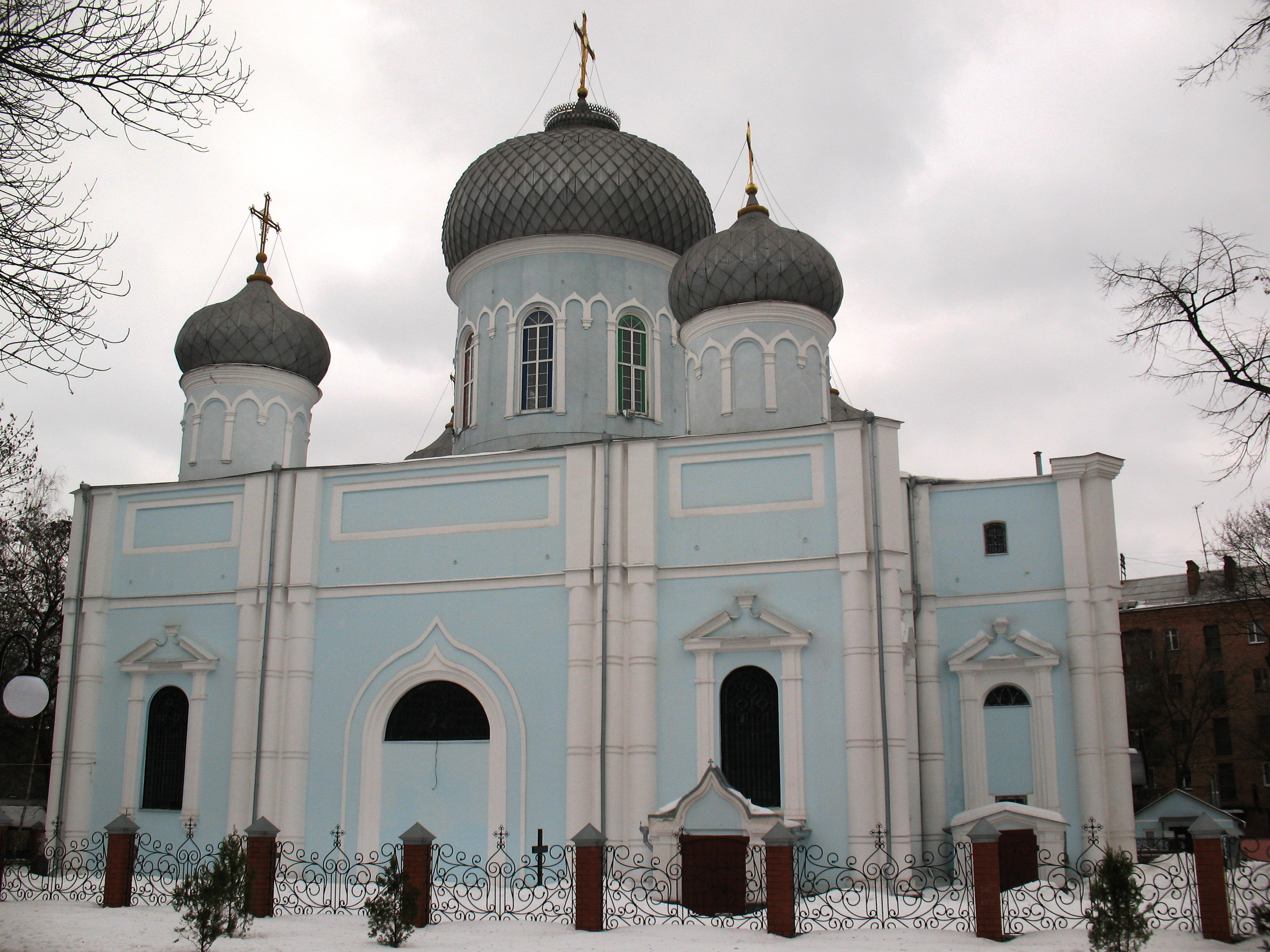
Свято-Иоанно-Усекновенский Храм. Общий вид зимой.
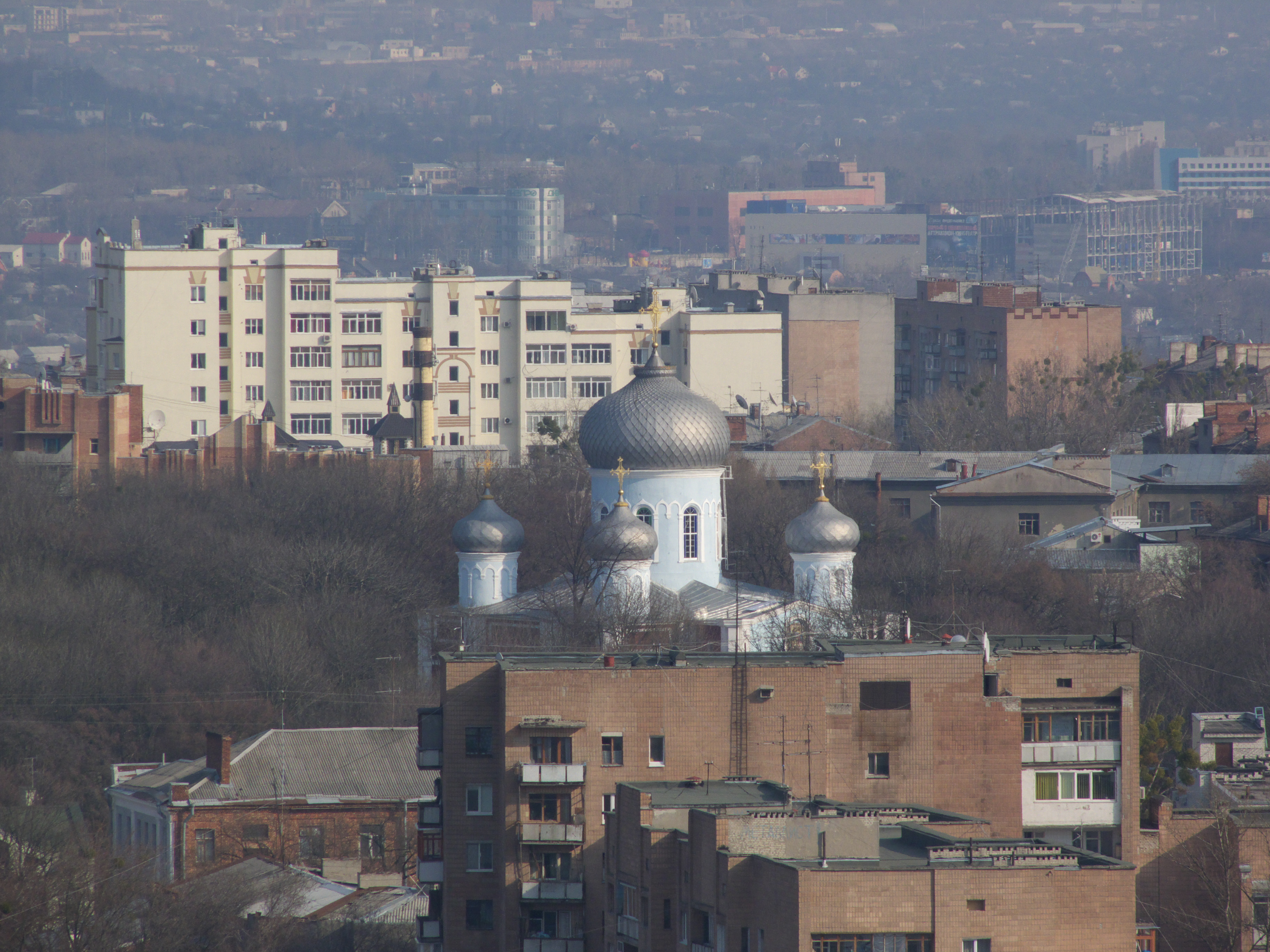
Храм с птичьего полёта. 2008
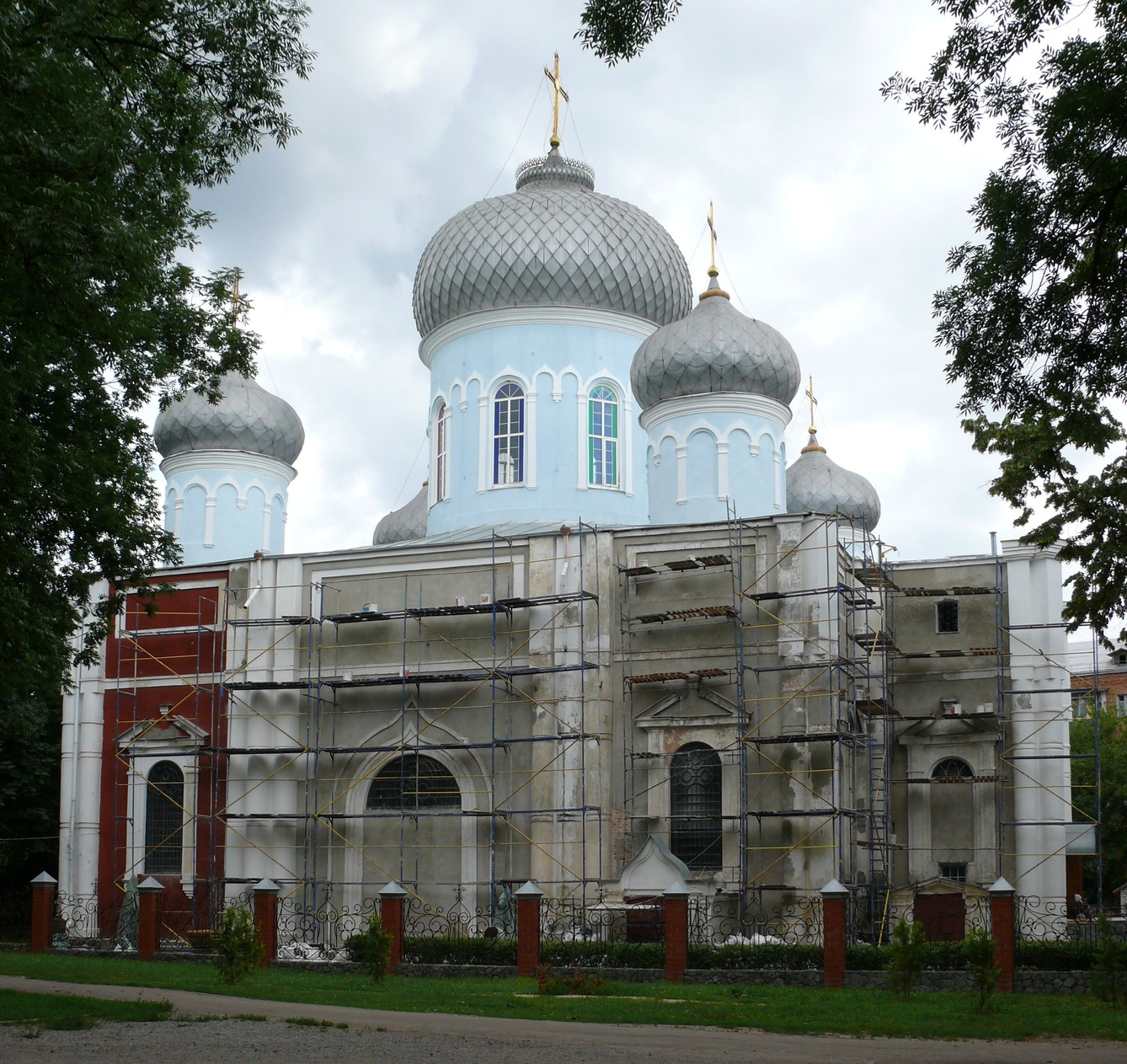
Перекраска храма из красного в светло-голубой в 2008 году.